# Irby in the Marsh
Irby in the Marsh är en civil parish i Storbritannien.   Den ligger i grevskapet Lincolnshire och riksdelen England, i den sydöstra delen av landet, 180 km norr om huvudstaden London. Antalet invånare är 165.